# Sudetenhoofdroute

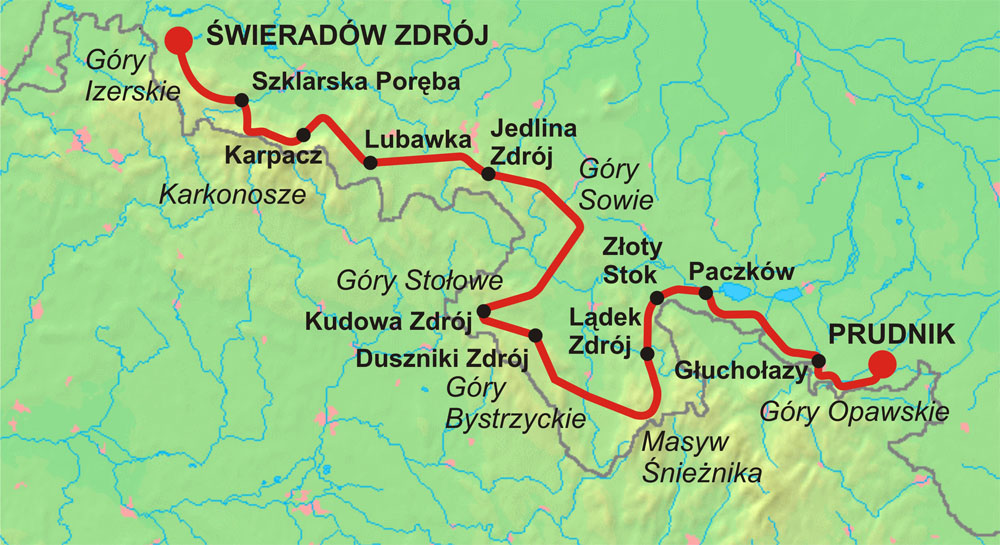

De Sudetenhoofdroute (Pools: Główny Szlak Sudecki (im. Mieczysława Orłowicza)) (GSS) is een gemarkeerd langeafstandswandelpad in Polen. De wandelroute van 443 kilometer door de Sudeten loopt van  Świeradów-Zdrój tot Prudnik. De route werd aangelegd in 1947 en loopt onder andere door Nationaal Park Gór Stołowych en Nationaal park Karkonosze.